# Staff Benda Bilili

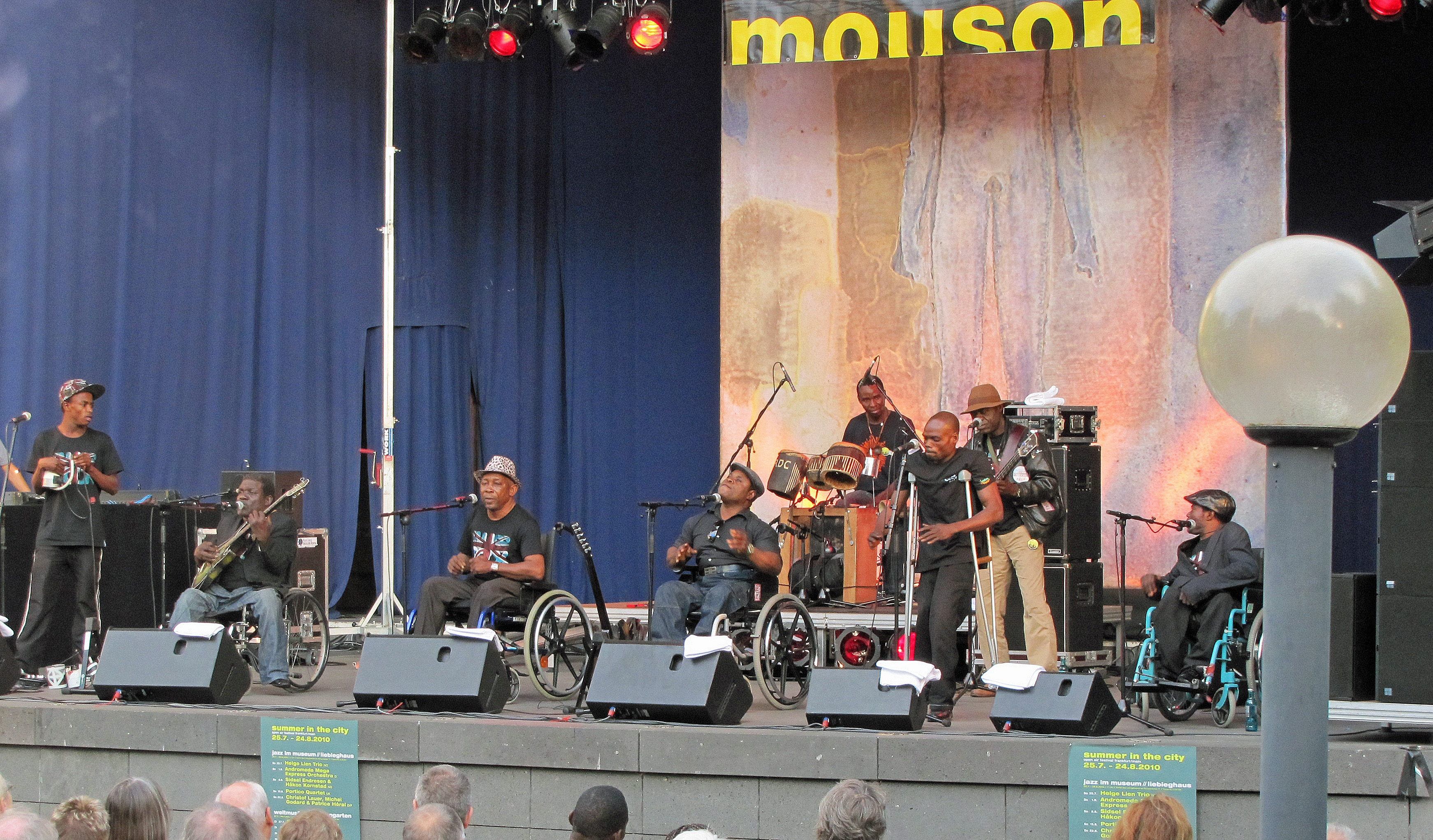
2010 in Frankfurt am Main

Staff Benda Bilili ist eine Band aus dem Zentrum der kongolesischen Hauptstadt Kinshasa, die aus einem Straßenmusiker-Projekt körperbehinderter Menschen hervorging, die als Polio-Opfer mit ihren selbstgebauten Rollstühlen, teilweise als Obdachlose, im Bereich des Zoos von Kinshasa lebten. Sie standen im Zentrum eines französischen Dokumentarfilms namens „Benda Bilili!“ (Lingála für Öffne dein Bewusstsein! oder auch Das Verborgene sichtbar machen!). Es gelang ihnen, einen Plattenvertrag zu erhalten und ein Debütalbum aufzunehmen, wodurch sie der Obdachlosigkeit entkamen und internationale Bekanntheit erlangten.
Der Band wurde am 1. November 2009 in Kopenhagen der Künstler-Preis für Weltmusik der World Music Expo (WOMEX 2009) verliehen, der weltgrößten Musikmesse für Welt-, Folk-, Roots-, ethnische und traditionelle Musik.
2013 zerstritt sich die Band mit dem Management und untereinander und macht vorerst keine Auftritte mehr. Zwei der Gründungsmitglieder, Yakala „Coco“ Ngambali und Nsituvuidi „Théo“ Nzonza, sind mittlerweile im Nachfolgeprojekt Mbongwana Star tätig.

## Bandgeschichte

### Gründung und Bandzusammensetzung
Die Band wurde in der jetzigen Form im Jahr 2004 durch zwei Polioversehrte, den Straßenhändler „Papa“ Ricky Likabu und seinen Mitstreiter Coco Ngambali gegründet, die sich seit den 70er Jahren kennen und ihre Auffassung, dass wirkliche Behinderung „nur in der Vorstellung“ existiert, durch Musik transportieren wollten. Zu Beginn ihrer Bekanntschaft spielten die beiden noch unter dem Namen Staff Raka Raka für Reisende auf der Fähre zwischen Kinshasa und Brazzaville, als sie einen kleinen Warenhandel zwischen den beiden kongolesischen Staaten betrieben, bei dem sie von einer speziellen Steuerbefreiung für Behinderte durch Präsident Mobutu profitierten.
Nachdem beide in Bands mit nichtbehinderten Musikern gespielt hatten, dort jedoch auf Vorurteile und Ablehnung gestoßen waren, beschlossen sie, eine Band speziell für behinderte Menschen zu gründen. Spenden für ihre Straßenmusik waren außerdem ein willkommenes Zubrot zu den bescheidenen Einkünften, die sie durch, teilweise illegalen, Zigaretten- und Alkoholhandel, Gelegenheitsjobs und gelegentliche Kuriertätigkeiten erzielen konnten. Um Likabu und Ngambali bildete sich mit der Zeit eine Gruppe weiterer Polio-Opfer, Kriegsversehrter und Straßenkinder, die sich, mit teilweise selbstgebauten Musikinstrumenten, an dem Projekt beteiligten und sich auch außerhalb der Bandaktivitäten gegenseitig unterstützten.
Staff Benda Bilili treten in der Regel mit acht bis zehn Musikern auf. Die Mitglieder leiden teilweise unter Gehbehinderungen infolge von Polio-Erkrankungen; einige von ihnen sind auf Rollstühle angewiesen. Es handelt sich dabei um im Kongo gebaute, Trike-ähnliche Rollstühle, die sich aus Einzelteilen alter Fahrräder und Mopeds zusammensetzen. Diese sind speziell für den Betrieb im Straßenverkehr, den Transport von Waren und den Straßenhandel ausgelegt und sind größer als herkömmliche Rollstühle, die von der Band auf Tourneen verwendet werden. Der Antrieb erfolgt dabei entweder durch kleine Motoren oder per Handpedal.
Die Band besteht aus einem festen Kern von vier Hauptsängern, die teilweise auch Instrumente spielen. Zu ihnen gehören die über 50-jährigen Gründungsmitglieder Likabu und Ngambali; Letzterer ist auch einer der Gitarristen und Autor der meisten Lieder der Band. Andererseits gehört mit dem ehemaligen Straßenkind Roger Landu, der eine selbstgebaute, elektrisch verstärkte, einsaitige Laute spielt, auch ein Teenager zur Band, der im Jahr 2004 als Zwölfjähriger zur Band stieß und dort eine neue Familie fand. Seine Entwicklung ist, neben der Erfolgsgeschichte der Band, eines der zentralen Themen des französischen Dokumentarfilms.

### Der Dokumentarfilm „Benda Bilili!“

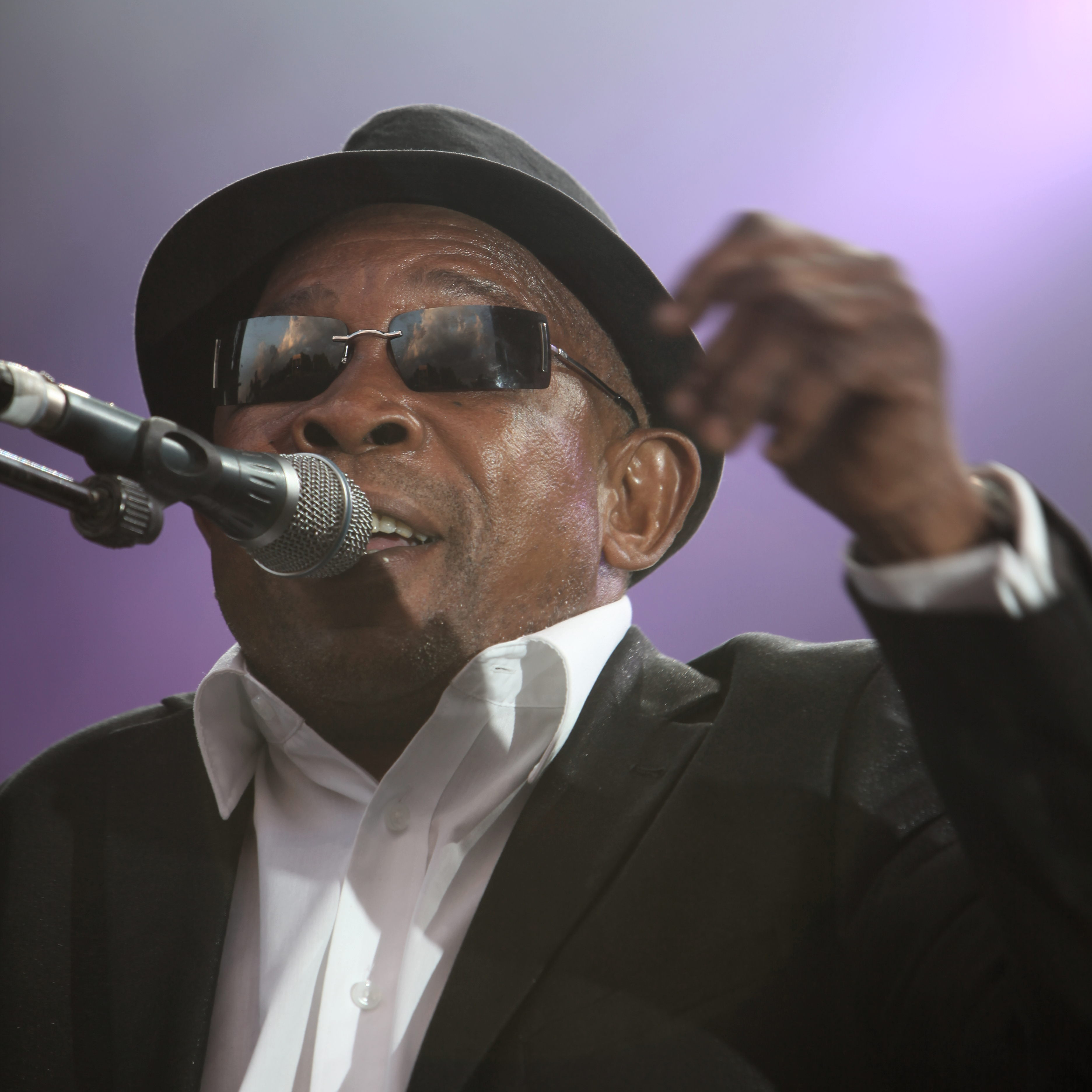
Staff Benda Bilili auf dem Eurockéennes de Belfort 2011

Größere Aufmerksamkeit und die Chance zu einer Karriere im Musikgeschäft bekam die Band durch das Interesse und die Unterstützung der französischen Filmmacher Florent de la Tullaye und Renaud Barret, die im Jahr 2004 erstmals mit der Band Bekanntschaft machten, als sie eine Serie von Beiträgen über die zahlreichen Straßenmusiker Kinshasas drehten. Sie trafen erstmals auf die Band, als diese auf der Straße vor einem Restaurant im Regierungsviertel La Gombe spielte, und begleiteten die Band in den folgenden fünf Jahren immer wieder, freundeten sich an und nahmen sich zunächst nur vor, der Band einen Plattenvertrag zu verschaffen. Später beschlossen sie, einen kompletten Dokumentarfilm über die Band zu produzieren. Die Mitglieder von Staff Benda Bilili begriffen ihre Chance und gingen mit so viel Engagement und Begeisterung in das Projekt, dass das Vorhaben schließlich, trotz einiger Rückschläge, gelang und in einem Musikalbum und einem Film mündete, der im Mai 2010 in Cannes als Eröffnungsfilm des Festivals Quinzaine des Réalisateurs (Director’s Fortnight)  Premiere feierte und gute Kritiken bekam. Die englische Times merkte zwar an, dass es sich im Grunde um keinen Dokumentarfilm klassischen Sinnes handele, da ohne das Interesse und Engagement der Filmer der internationale Erfolg der Band vermutlich nicht möglich gewesen wäre und sie damit das Schicksal der Musiker beeinflusst hätten, anstatt es nur zu dokumentieren, aber andererseits gönne man den Musikern, aufgrund ihres musikalischen Könnens und ihres Auftretens, ihren Erfolg. Der 85-minütige Film dokumentiert zunächst, wie die Unterkunft der Polio-Opfer und ihrer Familien im Jahr 2005 einem Feuer zum Opfer fiel, die daraus resultierende Obdachlosigkeit und wie die Band im städtischen Zoo Kinshasas einen neuen Ort zum Üben ihrer Musikstücke fand. Auch die weitere Entwicklung der Band – von den folgenden Plattenaufnahmen bis hin zur ersten Europa-Tournee 2009 und Konzertausschnitten von ihrem umjubelten Auftritt beim Eurockéennes-Festival im französischen Belfort – wird filmisch begleitet.

### Wahl-Song 2006
Staff Benda Bilili erlangte erste nationale Bekanntheit im Vorfeld der ersten freien Wahlen seit 1965 in der Demokratischen Republik Kongo im Juli 2006. Ihr Song Allons voter (Lasst uns wählen gehen), der zur Stimmabgabe aufrief, entwickelte sich, vor allem durch die massive Verbreitung durch den UN-Radiosender Radio Okapi, zu einem landesweiten Hit und soll wesentlich zu der vergleichsweise hohen Wahlbeteiligung von 70 % beigetragen haben. Unter Mithilfe der UN-Friedensmission im Kongo, MONUC, wurde auch ein Musikvideo produziert. In der Folge kam es zu einem Rechtsstreit über die Frage, ob es sich bei dem beliebten Song um eine Auftragsarbeit für die MONUC gehandelt oder ob die UN-Organisation lediglich „technische Unterstützung“ bei der Aufnahme geleistet habe. Die Musiker, die lediglich 50 US-Dollar pro Person erhalten hatten, verklagten die MONUC auf Tantiemen in Höhe von 100.000 $, eine Summe, die nach Aussage der Band, lediglich gedacht war, um die UN-Organisation an den Verhandlungstisch zu zwingen. Die MONUC bestritt jedoch, die Musiker ausdrücklich beauftragt zu haben und verweigerte weitere Zahlungen. Mangels Erfolgsaussichten verzichtete die Band schließlich auf weitere gerichtliche Auseinandersetzungen und konzentrierte sich auf die Aufnahme ihres Debütalbums.

### Debütalbum
Finanzielle Engpässe der französischen Filmmacher, der Brand des Wohnheims und die generell gefährliche und unübersichtliche Lage in der kongolesischen Hauptstadt, die bspw. zu mehreren kurzen Inhaftierungen der Filmmacher führte, verursachten erhebliche Verzögerungen in der Produktion des Debütalbums. Jedoch erwies sich in diesen Situationen der Einfluss und die gute Vernetzung der Behinderten in Kinshasa in einer Organisation namens Plateforme als Schutz für die Filmmacher. Das Debütalbum Très Très Fort erschien schließlich Anfang 2009 beim belgischen Weltmusik-Label Crammed Discs. Die Aufnahmen fanden im Jahr 2007 in keinem Studio statt, sondern am täglichen Treffpunkt der Bandmitglieder, dem Gelände des stark verfallenen Zoologischen Gartens von Kinshasa, das sie als Behinderte umsonst betreten dürfen. Unter freiem Himmel wurden die elf Songs mit einem Dutzend Mikros auf einem Laptop aufgenommen. Die natürlichen Hintergrundgeräusche des Zoos wurden dabei bewusst in Kauf genommen. Das Overdubbing erfolgte jedoch später in einem Wohnzimmer. Die Band wurde dabei vom erfahrenen belgischen Musikproduzenten Vincent Kenis angeleitet, der bereits mit bekannten kongolesischen Musikern wie den Grammy-nominierten Konono Nº1, den Kasaï Allstars oder Papa Wemba, jedoch auch mit Björk, Bebel Gilberto und dem Original Kocani Orkestar gearbeitet hat. Das Album erhielt in der Folge überwiegend sehr gute Kritiken.
Kenis stellte im Jahr 2008 auch den Kontakt zum Africa Express-Projekt her, dessen Aufenthalt im Kongo er organisierte. Dieses im Jahr 2005 von verschiedenen britischen Künstlern gegründete Projekt, mit der Zielsetzung größere Aufmerksamkeit für Afrika und einen besseren Kontakt zu afrikanischen Musikern zu etablieren, reiste damals für einen Austausch mit der kongolesischen Musikszene an, u. a. mit Mitinitiator Damon Albarn, K’naan, Amadou Bagayoko von Amadou & Mariam und Robert Del Naja von Massive Attack.
Bei gemeinsamen Auftritten mit diesen Künstlern in Kinshasa machte Staff Benda Bilili soviel Eindruck, dass Del Naja ihren Song Je T'aime als Eröffnungstrack des „Africa Express presents…“-Samplers von 2009 vorschlug, auf dem ansonsten so bekannte Künstler wie Femi Kuti, Bassekou Kouyaté und Tinariwen vertreten sind.
Durch den Erfolg des Debütalbums und den daraus resultierenden internationalen Konzerten war es für die Bandmitglieder möglich, mit ihren Familien neue Unterkünfte in Kinshasa zu beziehen, ihre Lebenssituation zu verbessern und Schulgebühren für ihre Kinder zu bezahlen.

### Internationale Auftritte
Nach ersten Auftritten in Frankreich, England und weiteren europäischen Staaten im Jahr 2009 und breiter Berichterstattung, z. B. durch CNN, BBC, Reuters und die ARD-Tagesthemen, folgte im Sommer 2010 eine erneute Europa-, Nordamerika- und Japan-Tournee mit über 50 Auftritten, u. a. bei den Festivals von Glastonbury und Roskilde, dem WOMAD, dem Montreal Jazz Festival  und dem Festival das Musicas do Mundo in Sines.

## Stil
Der Musikstil der Band ist stark beeinflusst durch den Soukous, die sogenannte kongolesische Rumba, enthält jedoch auch Anleihen an Funk, Blues und Reggae und erinnert teilweise an afrokubanische Musik. Die Songs vermitteln, trotz ernster Themen, meist eine optimistische Botschaft und sind durch mehrstimmigen Gesang geprägt. Als Haupteinflüsse nennt Bandleader Ricky Likabu bekannte kongolesische Musiker wie Franco & Ok Jazz, Tabu Ley und Docteur Nico; jedoch auch westliche Musik und im Besonderen James Brown, den Likabu sah, als dieser 1974 anlässlich des Rumble in the Jungle in Kinshasa auftrat.
Ihre Texte in Lingála, und teilweise Französisch, handeln häufig von Armut, Ausbeutung und Korruption; sie setzen sich kritisch mit dem Schicksal der zahllosen Obdachlosen und Straßenkinder in den Straßen Kinshasas auseinander. Der Song Polio fordert bspw. Eltern auf, ihre Kinder gegen Polio impfen zu lassen, sie zur Schule zu schicken und sich gut um sie zu kümmern, ob behindert oder nicht.

## Diskografie
- Très Très Fort (2009, Crammed Discs)
- Bouger Le Monde (2012, Crammed Discs)
- Effacer le tableau (2019, Note A Bene)